# Jack Treynor
Jack Lawrence Treynor (* 21. Februar 1930 in Council Bluffs, Iowa; † 11. Mai 2016 in Harbor City, Kalifornien) war ein US-amerikanischer Manager. Als Autor wissenschaftlicher Arbeiten trug er zu Entwicklung der Portfoliotheorie, Kapitalmarkttheorie und des Kapitalgutpreismodells (englisch capital asset pricing model, Abkürzung CAPM) bei.

## Werdegang, Forschung und Lehre
Treynor studierte zunächst Mathematik am Haverford College, das er als Bachelor of Science in Richtung Harvard Business School verließ. Dort graduierte er 1955 mit Auszeichnung als Master of Business Administration. Obwohl er sich während seiner Studienzeit mit der Analyse von Risiken der Unternehmensfinanzierung auseinandergesetzt hatte, verließ er den universitären Bereich und ging zur Unternehmensberatung Arthur D. Little. 
Dort schrieb Treynor ein Arbeitspapier mit dem Titel Market Value, Time, and Risk. Zwar erst mit knapp vierzigjähriger Verspätung 1999 erstmals öffentlich abgedruckt, kam er hierüber mit Franco Modigliani und William F. Sharpe in Kontakt. Es folgte ein reger Austausch zwischen den Ökonomen, wobei Treynor sogar zeitweise am Massachusetts Institute of Technology eingeschrieben war. Neben Sharpe, John Lintner und Jan Mossin war er in der Folge einer der bedeutendsten Wegbereiter des Kapitalgutpreismodells, zu dessen Verständnis er mit der Entwicklung der später nach ihm benannten Kennzahl Treynor-Quotient beitrug. Mit ihr lässt sich die Leistung des Investors gegenüber der Gesamtmarktentwicklung beschreiben, da sie die Risikoprämie pro Einheit des eingegangenen systematischen Risikos misst.
Während seine theoretische Arbeit bei Arthur D. Little durch Fischer Black, der Mitte der 1960er bei der Firma anheuerte, vorangetrieben wurde, verließ Treynor das Unternehmen und war in der Folge für verschiedene Investmentbanken und -gesellschaften tätig. Während er sich somit einerseits um die praktische Umsetzung seiner Erkenntnisse bemühte, arbeitete er parallel weiterhin mit Black und gemeinsam erarbeiteten sie Anfang der 1970er Jahre das finanzmathematische Treynor–Black-Modell zur Portfolioselektion. Bereits ab 1969 war er zudem Herausgeber der Financial Analysts Journal. 1981 gründete Treynor seine eigene Investmentgesellschaft.